# آیانده
آیانده (به انگلیسی: Allande) دهستانی در استان آستوریاس اسپانیا است.
در این دهستان ۲٬۳۷۴ نفر زندگی می‌کنند. مساحت این دهستان ۳۴۲٫۲۴ کیلومتر مربع است.
- نام، جمعیت و مساحت از درگاه ملی آمار (اسپانیا) گرفته شده‌است.